# ابرار حسین
ابرار حسین (۹ فوریهٔ ۱۹۶۱ – ۱۶ ژوئن ۲۰۱۱) یک بوکسور سبک‌وزن متوسط اهل پاکستان بود.
حسین نماینده ورزش بوکس پاکستان در المپیک تابستانی ۱۹۸۴، ۱۹۸۸ و ۱۹۹۲ بود. در بازی‌های جنوب آسیا ۱۹۸۵ او مدال طلا را از داکا بنگلادش برای پاکستان به‌دست‌آورد و نیز در بازی‌های آسیایی ۱۹۹۰ حسین مدال طلا را برای پاکستان به‌دست‌آورد.

## سرگذشت
حسین متولد ۹ فوریهٔ ۱۹۶۱ (میلادی) در منطقهٔ مهرآباد واقع در کویتهٔ پاکستان در یک خانوادهٔ متعلق به گروه قومی هزاره و شیعه بود.
او در روز ۱۶ ژوئن ۲۰۱۱ (میلادی) توسط دو فرد ناشناخته مسلح موتورسیکلتسوار در جنوب غرب شهر کویته پاکستان کشته شد. گفته شده‌است که دلیل قتل او تعصبات مذهبی اسلامی بوده‌است.